# (13079) Toots
(13079) Toots ist ein Asteroid des Hauptgürtels, der am 2. Februar 1992 vom belgischen Astronomen Eric Walter Elst am La-Silla-Observatorium (IAU-Code 809) der Europäischen Südsternwarte in Chile entdeckt wurde.
Der Asteroid wurde am 2. Dezember 2009 nach dem belgischen Musiker und Komponisten Toots Thielemans (1922–2016) benannt, der als Vertreter des Modern Jazz mit Größen wie Ella Fitzgerald, Quincy Jones, Paul Simon, Billy Joel und Jaco Pastorius zusammenarbeitete.